# Харківське відділення ОСВАГ

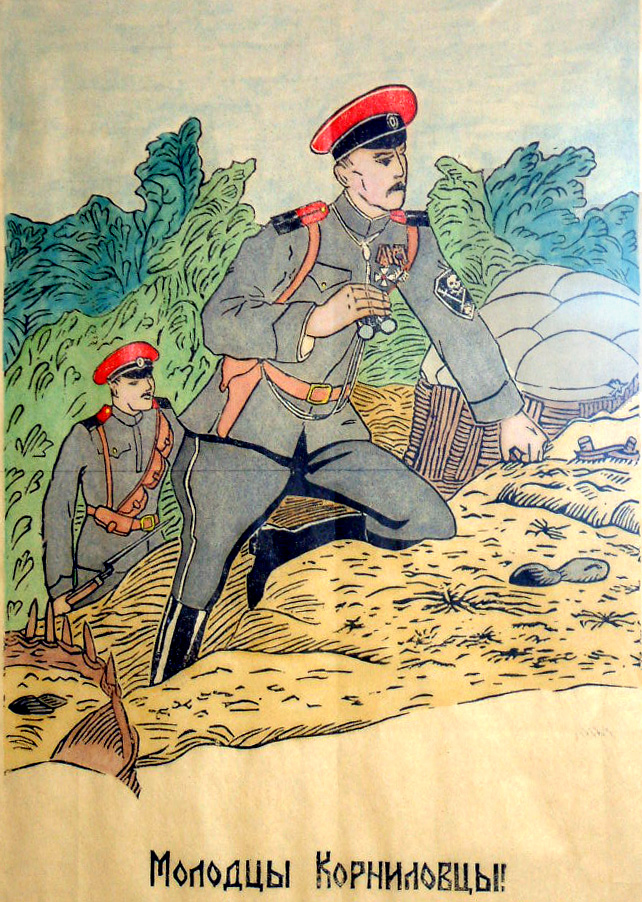
«Молодці корнилівці!» Агітаційний плакат Харківського відділення ОСВАГ

Харківське відділення ОСВАГ — одне з найбільших та найвпливовіших регіональних відділень ОСВАГу — пропагандистського органу Збройних Сил Півдня Росії. Відділення відкрито у червні 1919 року, центр у місті Харкові. Розформовано у зв'язку із втратою ВРПР контролю над територією Харківської військової області у грудні 1919 року.

## Діяльність

### Друковані органи
Харківське відділення ОСВАГ не мало власних друкованих органів, але активно використовувало офіційні друковані органи білої адміністрації Харківської військової області, якими були газети «Нова Росія» (редактор В.В. Даватц), «Південний край», «Півдні».

### Кінематографічна пропаганда
Як пише історик культури А. Єрємєєва, харківські періодичні видання в 1919 році повідомляли про постановку кіноп'єси «Дамо ми світу світ навіки» (сценарист і режисер Д.А. Флорен, головна роль - А. н. Соколовський). Зйомки фільму проводилися у прифронтовій смузі та на фронті. За задумом автора, фільм мав показати «особисту драму на тлі боротьби Добровольчої армії з більшовиками». Цикли фільму називалися «Більшовики» та «Добровольці», це говорить про те, що пропагандистська дія досягалася протиставленням двох ідеологій. На думку дослідника, найімовірніше фільм так і не вийшов на пересувні екрани. Загалом фільмів агітаційного характеру про злободенні події вдалося зняти небагато. Один з них - постійно рекламований у пресі Півдня Росії і виявлений після закінчення Громадянської війни у Французькій синематеці - "Життя - батьківщині, честь - нікому" (інший варіант назви - "Життя Батьківщині або нікому"). Фільм було знято М. р. Хажаєвим у Ялті та Ростові-на-Дону на замовлення фірми Трофімова та під заступництвом Комітету швидкої допомоги Добровольчої армії ім. М. Алексєєва за участю артистів Южакової, Спонс, Стрижевського. Головна ідея фільму – «більшовики – німецькі ставленики». На початку фільму показано діяльність німецьких шпигунів до революції, що виражалася у вибухах на заводах, пропаганді серед робітників, субсидіях на ведення більшовицької агітації. Далі дана картина відсічі більшовизму в особі Добровольчої армії, що завершується сценою взяття Москви білогвардійцями. Очевидно, що такі фільми використовували Харківське відділення ОСВАГ, яке мало для подібних цілей кіноустановки, встановлені на агітаційних поїздах.

### Дискредитація радянських грошей
Після взяття Добровольчою армією Харкова у червні 1919 року білим командуванням з'ясувалося, що в Україні ходять майже виключно «п'ятаківські» кредитні квитки і просто взяти та заборонити їхнє ходіння неможливо. Тому було прийнято рішення обмінювати «п'ятаківські» кредитні квитки на донські, за курсом карбованець за карбованець, але не більше 500 карбованців в одні руки. Викуплені таким чином «п'ятаківські» кредитні квитки гасилися пробивкою, і одразу передавалися до харківського відділення ОСВАГу, де на них наносилися антирадянські наддруки, і потім гроші скидалися з аеропланів. Тексти були переважно лайливі. Наприклад, "Гроші для дурнів", "Геть Радянську владу та її фальшиві гроші", "Гроші у більшовиків, як і все інше - обман" і т. ін. У липні-серпні 1919 р. наддруковані радянські кредитні квитки використовувалися як засіб пропаганди: скидалися з аеропланів на багато міст перед вступом білих військ, наприклад, на Полтаву. Також скидання здійснювалося під час облоги Києва, що сприяло різкому падінню довіри до радянських кредитних квитків в обложеному Києві.

### Пропагандистська робота серед населення

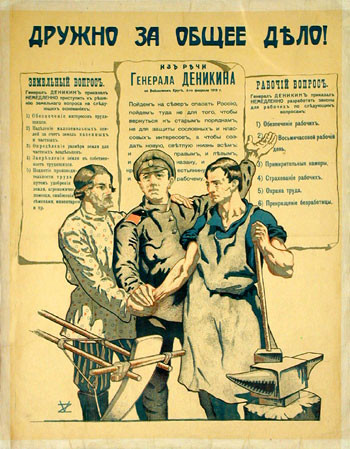
"Дружно за спільну справу". Єдність селянина, солдата та робітника. Агітаційний плакат Харківського відділення ОСВАГ

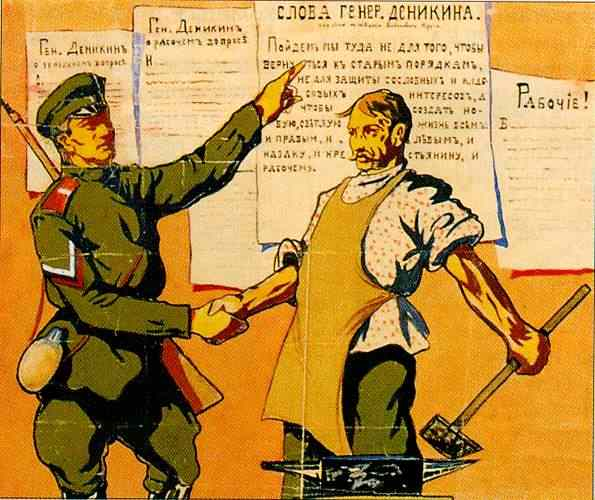
«Слова генерала Денікіна із земельних і робочих питань». 1919 рік. Агітаційний плакат Харківського відділення ОСВАГ

Історик О. Будницький в інтерв'ю «Відлуння Москви» так описав діяльність ОСВАГу:

… ОСВАГ випускав листівки, плакати, фільми, спонсорував театральні постановки, було лекторське бюро, безліч різноманітних видань від, як я вже сказав, листівок найпримітивніших, до єдиного літературно-художнього журналу «Орфей», який виходив на території Добровольчої армії, який редагував Соколов- Кречетов. І в чому ця пропагандистська діяльність полягала? У виробництві, власне, продукції, яка мала надихнути людей на боротьбу з більшовиками та залучити, власне кажучи, до ідеалів та цілей білого руху. Головна проблема в тому, що цілі білого руху були чітко сформульовані. Ідея непередбачуваності, тобто «проженемо більшовиків, а потім розберемося», вона не могла об'єднати та повести за собою маси. Білі, що принципово їх відрізняло від... їхню пропаганду від пропаганди червоних — те, що білі не вели класової пропаганди, вони підкреслювали єдність. І на їхніх плакатах, ось, інтелігент, підприємець — буржуй, так, по-іншому там, власне, не називали, у білих, звичайно, якось намагалися по-іншому, проте: буржуазія — робітники, селяни, вони отже, всі разом і борються за ідеали свободи, права, справедливості, віри, батьківщини і т. д. Але що таке право? Наприклад, для селянина?
Харківське відділення ОСВАГ сприяло роботі Особливої слідчої комісії з розслідування злочинів більшовиків, яку очолював Г.Г. А. Мейнгардт, у межах Харківської області, де досліджувалися насамперед підсумки діяльності Харківської ЧК. Матеріали, отримані комісією, оприлюднилися органами, підзвітними ОСВАГу.
ОСВАГ, маючи мережу інформаторів, співпрацював із військовими спецслужбами, які були створені на основі колишнього білогвардійського підпілля та різних агентів, які діяли ще за радянської влади. У підпіллі до приходу білих у місто існував Харківський центр, очолюваний полковником А. М. Двігубським та лейтенантом Чорноморського флоту П. С. Колтипіним-Любським. Після заняття міста білими Двігубський прийняв посаду начальника Харківського розвідувального відділення Штабу ВРЮР. Історик Ю. Рябуха пише, що, незважаючи на недоліки організації, багато операцій контррозвідки проводилися дуже успішно і особливо виділяє чотириразовий розгром усіх радянських підпільних комітетів у Харкові в серпні-жовтні 1919 року (зараз ім'ям одного з таких ліквідованих відомством Двигубського — Петра Слинька). у Харкові вулиця недалеко від метро «Палац Спорту».

### Популяризація збройних сил Білого руху

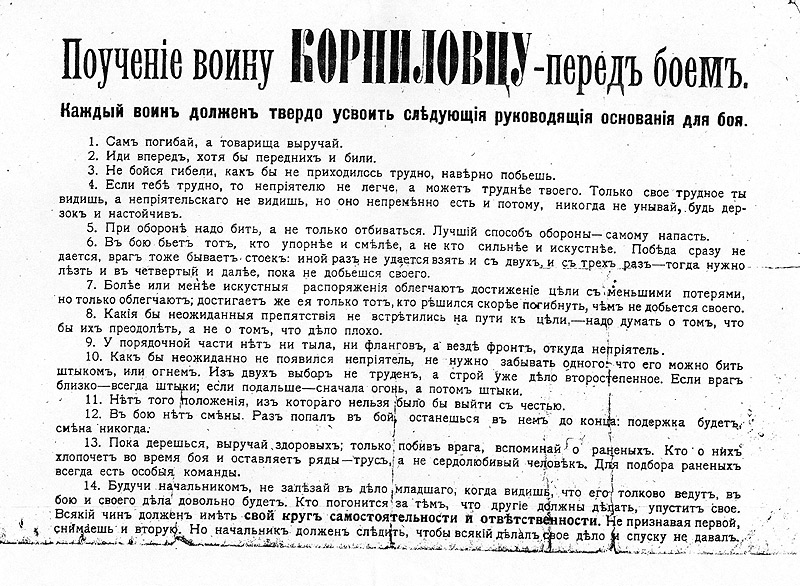
«Повчання воїну-корнилівцю перед боєм» та

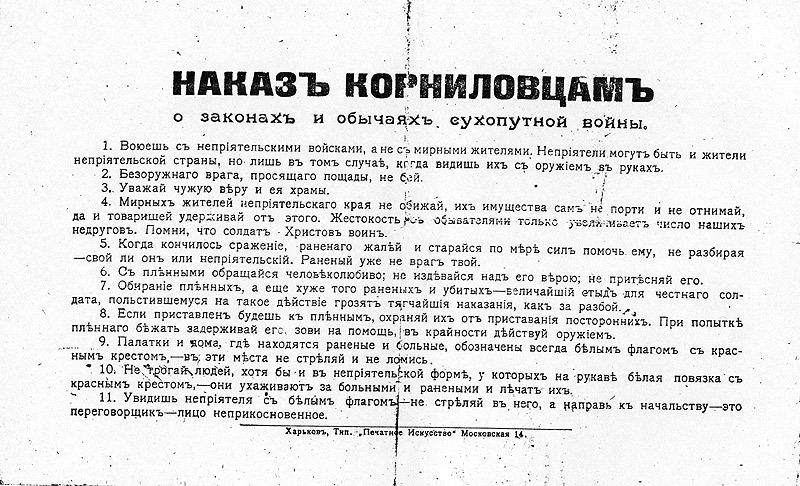
«Наказ корнілівцям», надрукований у друкарні Харківського відділення ОСВАГ

Відділення пропаганди постійно влаштовувало в межах Харківської військової області Дні Добровольчої армії, основним завданням яких було збирання коштів на потреби армії . Влаштовувалися семінари, лекції про політичне становище та концерти, на яких виступали багато відомих артистів того часу, у тому числі співачка Надія Плевицька . ОСВАГ займався випуском плакатів та листівок. За участю Харківського ОСВАГу були надруковані та поширені відомі листівки «Повчання воїну- корнилівцю перед боєм» та «Наказ корнилівцям», випущені наприкінці серпня 1919 року перед відправкою на фронт сформованого в Харкові 3-го Корнілівського ударного полку. Відомий актор тих років Ст. Блюменталь-Тамарін, який зустрів у Харкові звільнення міста білими, ставши співробітником Харківського ОСВАГу, роз'їжджав містом на цирковому коні з величезним триколірним прапором і збирав у величезний кухоль кошти на білу справу. Пізніше, щоправда, його звільнили з ОСВАГа.

### Робота з інформацією

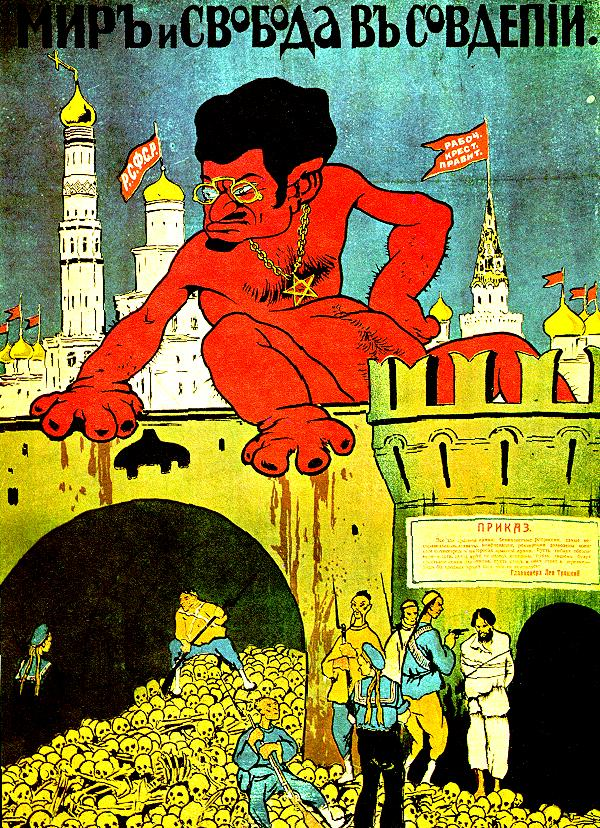
"Світ і свобода в Радепії". Антирадянський плакат Харківського відділення ОСВАГ

Збирання та поширення інформації на Півдні Росії було одним з основних завдань обласних та місцевих установ відділу пропаганди. Харківська агітаційно-інформаційна мережа відділу пропаганди, як і інші подібні, складалася з відділень, пунктів, підпунктів, осередків особливого призначення, лекторів, добровільних інформаторів, гласних та негласних агентів. До відділень відомості з місць надходили з пунктів, які очолювали інформаційно-пропагандистську роботу на місцях. Залежно від величини району, курованого пунктом, він ділився ще дрібніші ділянки, де інформаційної роботою займалися підпункти.

## Чисельність співробітників та технічне оснащення
У Харківському відділенні ОСВАГ одних лише розповсюджувачів агітаційної літератури, які розвозили її губерніями, налічувалося 100 осіб. Крім того, у його складі було три спеціальні агітаційні поїзди, які мали кіноустановки, бібліотеки та  чисельності працівників.

## Внутрішня оцінка діяльності
У секретному зведенні Харківського Освага начальник розвідпункту Штабу Головнокомандувача Збройних Сил на Півдні Росії 1919 року, детально розбираючи складне становище в пропаганді, робив висновок:

Результати цього виходять справді жахливі. «Осваг» з кожним днем все більше відходить від населення, наша пропаганда висне в повітрі. Наш Відділ пропаганди, копіюючи у постановці справи пропаганди більшовиків, не перейняв у них найголовнішого і найважливішого: більшовики своєю пропагандою зуміли підійти до населення впритул. Значення цієї обставини — неймовірно велике: тільки завдяки йому більшовики тепер зводять наші стратегічні зусилля нанівець.